# Euphorbia clementei
Euphorbia clementei är en törelväxtart som beskrevs av Pierre Edmond Boissier. Euphorbia clementei ingår i släktet törlar, och familjen törelväxter.

## Underarter
Arten delas in i följande underarter:
- E. c. clementei
- E. c. faurei
- E. c. villosa

## Bildgalleri

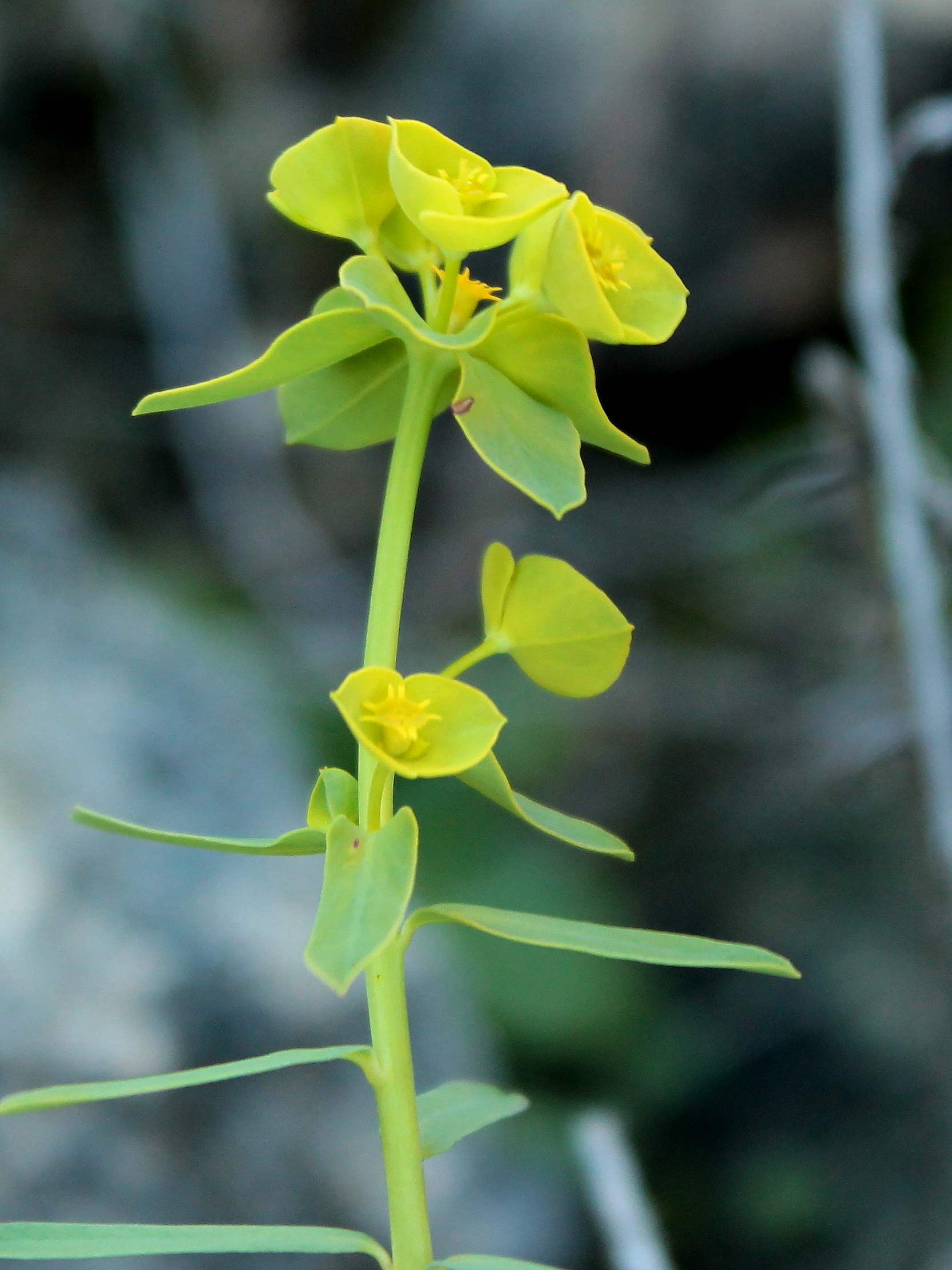
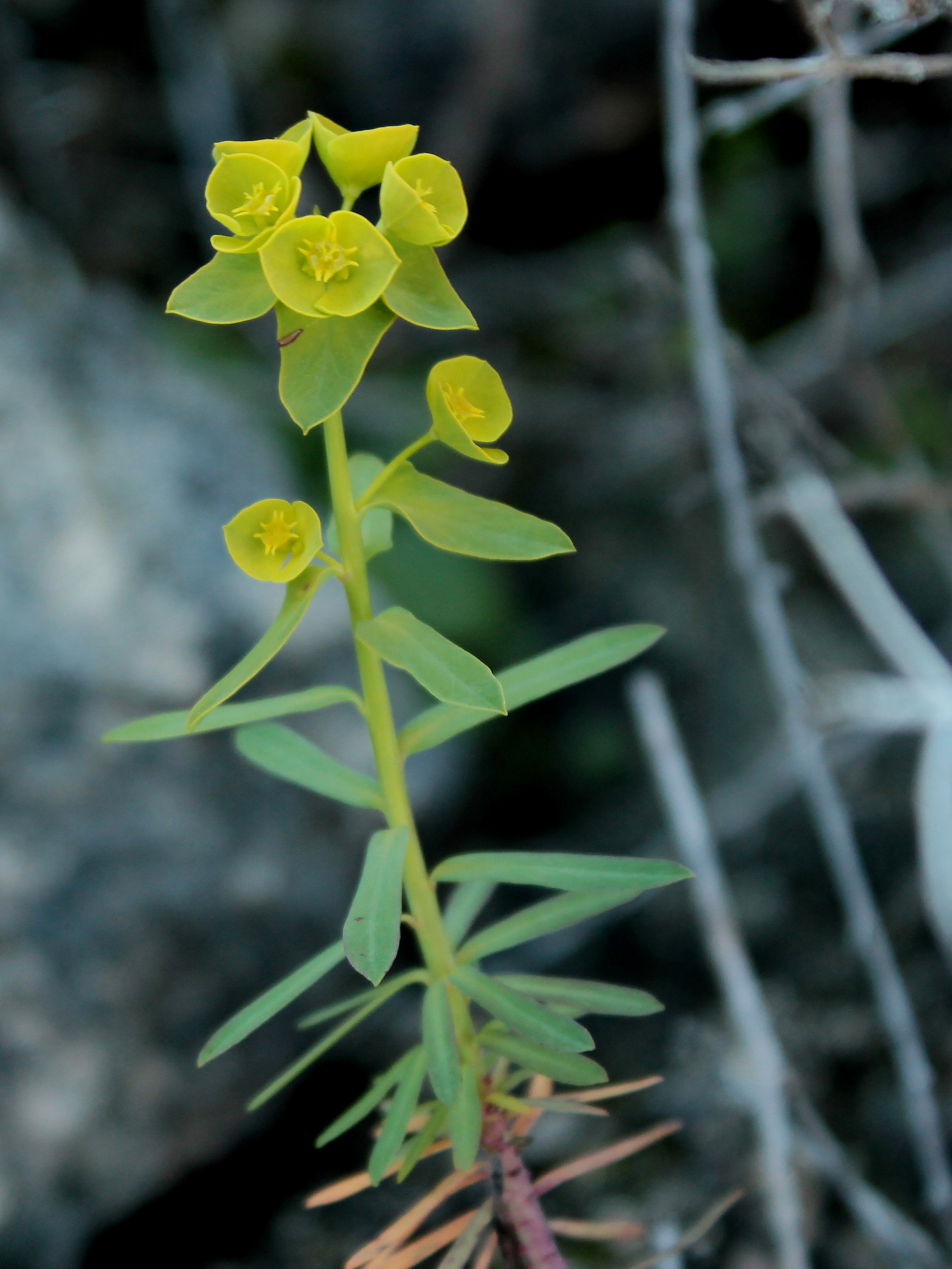
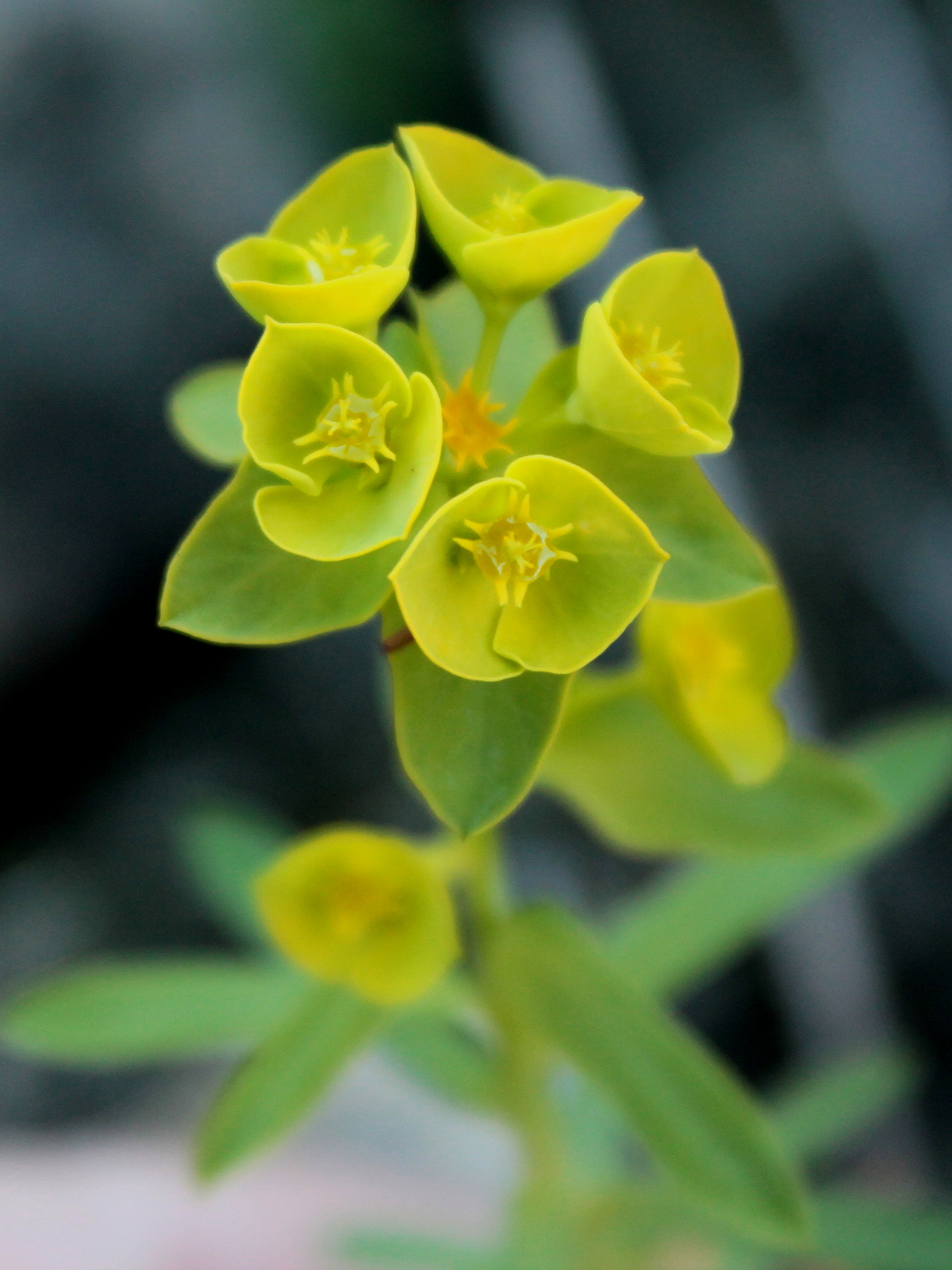